# Braddell
Braddell – stacja podziemna Mass Rapid Transit (MRT) na North South Line w Singapurze. Stacja znajduje się w północnej części Toa Payoh.